# Anna Warda
Anna Gabriela Warda (ur. 1962) – polska filolog, dr hab. nauk humanistycznych, profesor zwyczajny Instytut Rusycystyki Wydziału Filologicznego Uniwersytetu Łódzkiego,prodziekan Wydziału Filologicznego UŁ, kierownik Zakładu Literatury i Kultury Rosyjskiej, dyrektor Instytutu Rusycystyki Wydziału Filologicznego Uniwersytetu Łódzkiego.

## Życiorys
W 1985 ukończyła studia filologiczne na Uniwersytecie Łódzkim, 22 października 1993 obroniła pracę doktorską "Przygody Iwana, syna kupieckiego i inne opowieści i bajki" Iwana Nowikowa a kultura literacka rosyjskiego Oświecenia, 18 czerwca 2004 habilitowała się na podstawie pracy zatytułowanej Ze studiów nad świadomością teoretycznoliteracką w osiemnastowiecznej Rosji (na podstawie przedmów, wstępów, dedykacji). 18 czerwca 2016 nadano jej tytuł naukowy w zakresie nauk humanistycznych.
W latach 2004–2018 pracowała jako profesor nadzwyczajny w Instytucie Rusycystyki, w Instytucie Neofilologii, oraz Instytutu Nauk Humanistycznych i Społecznych Państwowej Wyższej Szkoły Zawodowej w Płocku. W 2016 roku Prezydent RP nadał jej tytuł profesora nauk humanistycznych. Od 1 stycznia 2019 roku jest profesorem zwyczajnym.
Obejmowała stanowisko prodziekana na Wydziale Filologicznego Uniwersytetu Łódzkiego, a także dyrektora Instytutu Rusycystyki Wydziału Filologicznego Uniwersytetu Łódzkiego.